# Barberêche
Barberêche (Bärfischen en allemand, Barberêtse  en patois fribourgeois) est une localité et une ancienne commune suisse du canton de Fribourg, située dans le district du Lac. Depuis la fusion intervenue le 1er janvier 2017, elle fait partie de la commune de Courtepin.

## Géographie

Photo aérienne (1964)

Barberêche mesure 917 ha. 5,7 % de cette superficie correspond à des surfaces d'habitat ou d'infrastructure, 59,9 % à des surfaces agricoles, 19,9 % à des surfaces boisées et 14,5 % à des surfaces improductives.
Outre le village de Barberêche, l'ancienne commune comprenait le village de Pensier et les hameaux de Breilles, Grand-Vivy, Grimoine (Gremounêna  en patois fribourgeois), Petit-Vivy et Villaret.

## Population

### Gentilé et surnom
Les habitants de la localité se nomment les Barberêchois.
Ils sont surnommés les Barboutsets et la Barba Chètse, soit la barbe sèche en patois valaisan.

### Démographie
Barberêche comptait 527 habitants en 2022. Sa densité de population atteignait 57 hab./km2.
Le graphique suivant résume l'évolution de la population de Barberêche entre 1850 et 2008 :

## Monuments et curiosités
Le château de Petit-Vivy fut érigé au XIIIe s., les seigneurs du lieu étant déjà mentionnés depuis 1153. Les parties les plus anciennes de l'édifice sont le donjon carré et le reste de l'enceinte. La galerie en bois couronnant les murs et le bâtiment d'habitation datent du XVIe s.
Le château de Grand-Vivy fut construit en 1616 par la famille de Praroman sur l'emplacement d'un château médiéval. L'édifice de forme rectangulaire comporte au milieu de sa façade une tour-escalier semi-circulaire. Une chapelle du XIXe s. complète l'ensemble.
Le château de Barberêche fut édifié entre 1522 et 1528, succédant à une forteresse du haut Moyen Âge, occupée au XIIIe siècle par la famille de Barberêche.  Au milieu du XIXe s., le château fut rénové et transformé dans le style néogothique.  Propriété de diverses familles au cours du temps, l'édifice est classé parmi les biens culturels d'importance nationale.